# 449 Hamburga
Hamburga (asteroide 449) é um asteroide da cintura principal com um diâmetro de 85,59 quilómetros, a 2,1164479 UA. Possui uma excentricidade de 0,1708912 e um período orbital de 1 489,67 dias (4,08 anos).
Hamburga tem uma velocidade orbital média de 18,64209533 km/s e uma inclinação de 3,08986º.
Este asteroide foi descoberto em 31 de Outubro de 1899 por Max Wolf, Arnold Schwassmann.